# Greda Breška
 Greda Breška  falu Horvátországban Zágráb megyében. Közigazgatásilag Ivanić-Gradhoz tartozik.

## Fekvése
Zágrábtól 32 km-re délkeletre, községközpontjától  4 km-re nyugatra, az A3-as autópálya mellett fekszik. 

## Története
Greda település még a török idők előtt keletkezett a zágrábi püspökség birtokán. A 16. század második felében a török támadások miatt lakói nyugatra menekültek. 1594-ben lakói egy része visszatért és a megszállt területekről új telepesek is érkeztek. 1780-ban Gredának 459 lakosa volt, mely történetének legnagyobb lakosságszáma. 
1857-ben 350, 1910-ben 333 lakosa volt. Trianonig Zágráb vármegye Dugo Seloi járásához tartozott. 1900-tól viseli mai hivatalos nevét. Egyházilag a posavski bregi Szent Maximilián plébániához tartozik. Közigazgatásilag a dugo seloi járás része volt. Ivanić-Grad község megalakulásakor az 1950-es években az újonnan alakított községhez csatolták és azóta is oda tartozik. A településnek 2001-ben 165 lakosa volt. Közösségi házában színházi előadásokat, esküvőket, születésnapokat, a falu és a hely tűzoltóegylet összejöveteleit rendezik.

## Lakosság
| Lakosság változása | Lakosság változása | Lakosság változása | Lakosság változása | Lakosság változása | Lakosság változása | Lakosság változása | Lakosság változása | Lakosság változása | Lakosság változása | Lakosság változása | Lakosság változása | Lakosság változása | Lakosság változása | Lakosság változása |
| ------------------ | ------------------ | ------------------ | ------------------ | ------------------ | ------------------ | ------------------ | ------------------ | ------------------ | ------------------ | ------------------ | ------------------ | ------------------ | ------------------ | ------------------ |
| 1857               | 1869               | 1880               | 1890               | 1900               | 1910               | 1921               | 1931               | 1948               | 1953               | 1961               | 1971               | 1981               | 1991               | 2001               |
| 350                | 348                | 315                | 337                | 361                | 333                | 323                | 281                | 378                | 270                | 251                | 340                | 201                | 174                | 165                |

## Nevezetességei
Szent Anna kápolnája. Szent Anna a falu védőszentje, ünnepe július 26. a falu hivatalos ünnepnapja.

## Külső hivatkozások
Ivanić-Grad hivatalos oldala